# Matthias Johann Eisen
Matthias Johann Eisen (Vigala, Läänemaa, 1857. szeptember 28. – Tartu, 1934. augusztus 6.) észt író, néprajztudós, költő, evangélikus lelkész.

## Élete
Apja Vigalában volt tanár. 1871-től Pärnuban járt iskolába, ahol az oktatás német és orosz nyelven folyt. 1872-ben a haapsalui járási iskolába járt, ahol megtanult latinul, ógörögül és franciául. 1875-től középiskolai tanulmányokat folytatott Pärnuban, ezalatt rövid, történelmi tárgyú értekezéseket írt, illetve francia és német nyelvből észt fordításokat készített. 1879-ben a Tartui Egyetemen teológiát kezdett hallgatni, diplomáját 1885-be szerezte meg. Tanulmányai alatt kapapcsolatban állt az észtek két fontos nemzeti egyesületével, az Eesti Üliõpilaste Selts-szel (Észt Diákok Szövetsége) és az Eesti Kirjameeste Selts-szel (Észt Irodalmi Egyesület). Mivel abban az időben egy észt számára nagyon nehéz volt teológusként érvényesülni a javarészt németek által uralt észt egyházban, Eisen a szentpétervári evangélikus egyházhoz fordult. 1886. december 21.-én szentelték pappá Lempaalában. 1887-ben Karéliába ment, Petrozavodszkban lett lelkész. 1888-ban Kattilában, majd 1888-tól 1912-ig Kronstadtban volt lelkész. Az orosz haditengerészet kronstadti evangélikus tagjainak pásztora is volt. Istentiszteleteit észt, finn és svéd nyelven tartotta. 1889-ben vette feleségül Ella Petroniust. 1922-ig hittanótákat tartott észt, finn és német nyelveken, valamint az általános és középiskolákban vezetett észt nyelvtanfolyamokat.
Kronstadti hivatalát egészségügyi okok miatt kellett feladnia, szervezete nem tudta elviselni a párás tengeri klímát, emiatt Tartuba költözött. Észtországba való visszatérése előtt országa néprajzát kutatta, könyveket adott ki az észt népmesékről. Legfontosabb munkája a négy kötetből álló Eesti rahvanali (1909), amelyet 1910-ben ismét kiadtak. 1919-ben előbb előadónak, 1921-ben professzornak nevezték ki a Tartui Egyetemen, ahol észt folklórt tanított. Az egyetem Észtország függetlenségének kikiáltása után nemzeti egyetemmé alakult. 1927-ben hivatalosan elbocsátották, de alkalmanként még tartott előadásokat.

## Válogatott munkái
- Eesti rahvanali. Narva, 1909
- Eesti ennemuistsed jutud. Tartu, 1911
- Eesti vanadsõnad. Tartu, 1914
- Eesti müütoloogia.. Tartu, 1919
- Eesti uuem müütoologia. Tartu, 1920
- Eesti vana usk. Tartu, 1926
- Meie jõulud. 1931
- Kevadised pühad. Tartu, 1932

Munkái újabb kiadásai:
- Eesti vanasõnad. Perioodika, Tallinn, 1993, ISBN 5797904470.
- Külli Laugaste (szerk.): Näidendid, Ülikooli Kirjastus, Tartu, 1996, ISBN 9985561813.

## Fordítás
- Ez a szócikk részben vagy egészben  a   Matthias Johann Eisen című német Wikipédia-szócikk ezen változatának fordításán alapul.  Az eredeti cikk szerkesztőit annak laptörténete sorolja fel. Ez a jelzés csupán a megfogalmazás eredetét és a szerzői jogokat jelzi, nem szolgál a cikkben szereplő információk forrásmegjelöléseként.